# Boumahra Ahmed
Boumahra Ahmed è un comune dell'Algeria, situato nella provincia di Guelma.